# Landkreis Stendal

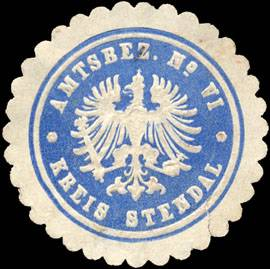
Zegel

Landkreis Stendal is een Landkreis in de Duitse deelstaat Saksen-Anhalt. Het ligt in de Regio Altmark. Bij de tweede herindeling van Saksen-Anhalt op 1 juli 2007 is het niet gewijzigd. De Landkreis telt 110.485 inwoners (31 december 2020) op een oppervlakte van 2.423,04 km². Kreisstadt is de stad Stendal.

## Steden en gemeenten
De Landkreis is bestuurlijk in de volgende steden en gemeenten onderverdeeld (Inwoners op 31-12-2020):
| Eenheidsgemeenten 1. Bismark (Altmark), Stad (8.094) 2. Havelberg, Hansestad (6.436) 3. Osterburg (Altmark), Hansestad (9.617) 4. Stendal, Hansestad * (38.778) 5. Tangermünde, Stad * (10.299) 6. Tangerhütte, Stad (10.612) |

| Verbandsgemeinden (* = Bestuurscentrum van de Verbandsgemeinden) - VBG Arneburg-Goldbeck 1. Arneburg, Stad (1.472) 2. Eichstedt (Altmark) (918) 3. Goldbeck * (1.388) 4. Hassel (909) 5. Hohenberg-Krusemark (1.204) 6. Iden (783) 7. Rochau (1.001) 8. Werben (Elbe), Hansestad (1.017) | - VBG Elbe-Havel-Land 1. Kamern (1.198) 2. Klietz (1.777) 3. Sandau (Elbe), Stad (828) 4. Schollene (1.115) 5. Schönhausen (Elbe) * (2.134) 6. Wust-Fischbeck (1.226) - VBG Seehausen (Altmark) 1. Aland (1.333) 2. Altmärkische Höhe (1.823) 3. Altmärkische Wische (842) 4. Seehausen (Altmark), Stad * (4.817) 5. Zehrental (864) |  |

Aland ·
Altmärkische Höhe ·
Altmärkische Wische ·
Arneburg ·
Bismark (Altmark) ·
Eichstedt (Altmark) ·
Goldbeck ·
Hassel ·
Havelberg ·
Hohenberg-Krusemark ·
Iden ·
Kamern ·
Klietz ·
Osterburg (Altmark) ·
Rochau ·
Sandau (Elbe) ·
Schollene ·
Schönhausen (Elbe) ·
Seehausen (Altmark) ·
Stendal ·
Tangerhütte ·
Tangermünde ·
Vinzelberg ·
Werben (Elbe) ·
Wust-Fischbeck ·
Zehrental